# Tóxico para la reproducción
Los tóxicos para la reproducción son aquellos xenobióticos, de origen químico o biológico, que acceden al organismo por vía inhalatoria, vío oral o vía percutánea y pueden: 
- Producir o aumentar la frecuencia de efectos negativos en la descendencia.
- Afectar a la capacidad reproductora masculina o femenina.

El efecto tóxico que producen no es hereditario.(1)
| Agente                | Efecto observado                                      |
| --------------------- | ----------------------------------------------------- |
| Citomegalovirus       | Defectos en el nacimiento y desórdenes del desarrollo |
| VHB                   | Bajo peso al nacer                                    |
| VIH                   | Bajo peso al nacer y cáncer en la infancia            |
| Parvovirus humano B19 | Aborto                                                |
| Virus de la Rubeola   | Defectos en el nacimiento                             |
| Toxoplasma            | Aborto o defectos al nacer                            |
| Herpes-Zóster         | Defectos al nacer, bajo peso                          |

Ejemplos de agentes biológicos que afectan a la reproducción femenina(2)
Existen otros agentes químicos que pueden afectar a la reproducción provocando mutagénesis de las células germinales, carcinogénesis en los órganos reproductores, o desequilibrio hormonal (Disruptores endocrinos).(1)

## Principios toxicológicos generales
Los procesos toxicocinéticos generales (absorción, distribución, metabolismo, excreción) aplicables a cualquier xenobiótico que entra en el organismo, también pueden aplicarse a los tóxicos para la reproducción aunque con algunas peculiaridades:

### Barreras
1. Placenta: constituye una barrera para las sustancias químicas que se ponen en contacto con el embrión en desarrollo. Es poco restrictiva, por lo que permite el paso de muchos agentes químicos.
2. Hematotesticular: se asemeja a la barrera hematoencefálica. El paso de xenobióticos entre la sangre y el líquido de los tubos seminíferos queda restringido a sustancias que tengan las características adecuadas de liposolubilidad e ionización

### Biotransformación
1. Testicular: la transformación a este nivel es significativa, aunque no supere a la hepática. Los tóxicos biotransformados a este nivel, pueden influir en la espermatogénesis y esteroidogénesis
2. Ovario: también tiene capacidad para biotransformar xenobióticos, por lo que es sensible a distintos agentes que puedan interferir en la síntesis de estrógenos.

### Reparación del ADN
Durante la espermatogénesis/ovogénesis se sintetiza ADN, por lo que el material genético es susceptible a la acción de tóxicos. No obstante las células espermatogénicas y los óvulos maduros tienen capacidad para reparar lesiones del ADN causados por tóxicos ambientales. La capacidad de reparación depende de la dosis y el tiempo de exposición.(2)(3)(4)

## Órganos diana

### SNC
Los tóxicos para la reproducción pueden actuar sobre el hipotálamo y la hipófisis, modificando la liberación de hormonas sexuales

### Gónadas
Existen tóxicos para la reproducción que actúan a este nivel. Las células germinales son muy sensibles a las agresiones causadas por sustancias químicas. En el testículo y el ovario, también se puede ver afectada la esteroidogénesis.	

### Receptores endocrinos
Los disruptores endocrinos (DEs) actúan a este nivel.los Disruptores Endocrinos son sustancias presentes en el medio ambiente que cuando acceden al organismo pueden interferir con el equilibrio hormonal y tener efectos negativos sobre la salud. El aparato reproductor masculino y femenino son susceptibles a los efectos de estos tóxicos. El Bisfenol A, los ftalatos y alquilfenoles (disruptores endocrinos) son componentes importantes de muchos productos y están presentes en muchos productos de uso cotidiano (plásticos, envases, latas). (3)

## Toxicidad en la mujer

### Efectos de los tóxicos
Los procesos que pueden verse afectados por los tóxicos son:
- El apareamiento y fertilidad
- La ovulación
- La implantación
- El embarazo: aborto o retraso en el parto
- La secreción de leche en el periodo de lactancia, que influye en el desarrollo postnatal, puede verse inhibida.

### Períodos críticos
- Alteración de las células germinales, por tóxicos capaces de afectar al proceso de formación del óvulo. Puede haber cambios a nivel del material genético que serán transmisibles a la descendencia.

| Fármacos gonadotóxicos en mujeres(3) |
| ------------------------------------ |
| Busulfano                            |
| Ciclofosfamida                       |
| Clorambucilo                         |
| Mostazas nitrogenadas                |
| Vinblastina                          |

- Alteraciones durante el período de gestación: no en todas las etapas existe la misma susceptibilidad a la acción de los agentes tóxicos

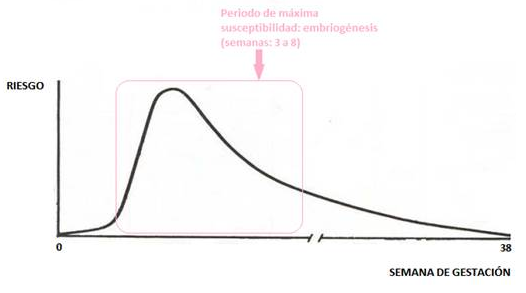
Susceptibilidad del feto a los tóxicos según las etapas del embarazo.

1. En el período de implantación y prediferenciación, durante las dos primeras semanas, la susceptibilidad del embrión al efecto de los tóxicos es muy baja, debido a que las células embrionarias son totipotenciales, por lo que el efecto sigue la ley del “todo o nada”, es decir, se puede producir aborto o si no, el embarazo continúa de manera normal.
2. Período de organogénesis o embriogénesis (hasta la semana 8): es el período de máxima susceptibilidad, debido a que las células han dejado de ser totipotentes.
3. Período de histogénesis o fetogénesis (hasta la semana 32): existe menor riesgo de teratogénesis, aunque pueda haber cierto riesgo funcional
4. Período de maduración funcional (hasta la semana 38): todavía menor riesgo de teratogénesis y funcional

- Durante la lactancia, también hay que vigilar la exposición a determinados tóxicos, que pueden pasar a la leche, afectando al desarrollo del neonato.(5)

## Toxicidad en el hombre

### Efectos de los tóxicos
- Impotencia, que se manifiesta en una disminución del deseo sexual, incapacidad para obtener o mantener una erección o ausencia de eyaculación(4)

| Fármacos que inducen impotencia (3) | Fármacos que inducen impotencia (3) |
| ----------------------------------- | ----------------------------------- |
| Etanol                              | Morfina                             |
| Clorpromacina                       | Metildopa                           |
| Diazepam                            | Clonidina                           |
| ADT                                 | Reserpina                           |
| IMAOs                               | Estrogénos y ciproterona            |

- Infertilidad: incapacidad de concebir hijos.(4)

### Dianas
- Receptores endocrinos: los Disruptores Endocrinos son sustancias presentes en el medio ambiente que cuando acceden al organismo pueden interferir con el equilibrio hormonal y tener efectos negativos sobre la salud. El aparato reproductor masculino es susceptible a los efectos de estos tóxicos. El Bisfenol A, los ftalatos y alquilfenoles son componentes importantes de muchos productos y están presentes de manera muy abundante en el medio ambiente. Existen resultados de experimentos a nivel del laboratorio que muestran la influencia de estos compuestos químicos sobre la capacidad reproductiva en el hombre, aunque en el hombre no se haya demostrado de manera clara la influencia de estos xenobióticos sobre la salud a las concentraciones ambientales.

Las anomalías a este nivel pueden ocurrir en diferentes períodos de la vida, siempre teniendo en cuenta que para la formación del tracto genitourinario masculino, es necesario un buen balance hormonal, teniendo especial importancia los andrógenos
1. La exposición ambiental a Disruptores Endocrinos por parte de la madre durante el período de gestación parece afectar al desarrollo de los testículos. Esto posteriormente se apreciará en una alteración en la producción del esperma. Se sugiere que el mecanismo por el que se producen estas alteraciones está relacionado con la epigenética (metilaciones del ADN, modificaciones de histonas…) De hecho, existen estudios que demuestran las posibles alteraciones epigenéticas que pueden ser causadas por los ftalatos y el bisfenol A
2. También ha sido documentado que la exposición a estos tóxicos antes de la pubertad tiene efectos negativos sobre la función reproductiva, porque la barrera testicular se desarrolla justo antes de la pubertad.(6)

- Espermatogénesis: este proceso se considera la diana de muchas sustancias mutagénicas. Sin embargo, no todas las células presentan el mismo riesgo ante la acción de un mutágeno. Las mutaciones en las espermatogonias (células madre) son las de mayor importancia debido a tres factores:

1. Son permanentes: están presentes toda la vida de la persona
2. En estas células se lleva a cabo la síntesis de ADN
3. Son las células con menor capacidad reparativa de los errores del ADN(2)

Los cambios en el material genético pueden tener como consecuencia efectos a largo plazo en generaciones posteriores, o pueden provocar un descenso de la fertilidad, bien por oligospermia o por pérdidas pre y postimplantación.
En este sentido, el pesticida 1,2-dibromo-3-cloropropano (DBCP) muestra una importante consexión entre exposición y aparición de problemas de fertilidad.(4)
| Fármacos gonadotóxicos en hombres (3) | Fármacos gonadotóxicos en hombres (3) |
| ------------------------------------- | ------------------------------------- |
| Busulfano                             | Corticosteroides                      |
| Ciclofosfamida                        | Arabinósido de citosina               |
| Clorambucilo                          | Metotrexato                           |
| Mostazas nitrogenadas                 | Procarbazina                          |
| Doxorrubicina                         | Vincristina y vinblastina             |

### Pruebas de fertilidad
El método habitual de diagnóstico de infertilidad masculina es el examen del líquido seminal. El eyaculado contiene espermatozoides en un espectro de estructura y funcionalidad que va desde espermatozoides normales hasta anormales o inmaduros.

Los límites de normalidad recomendados por la OMS son: 
- Volumen mínimo de 2 ml
- Concentración mínima de 20 millones de espermatozoides/mL
- Mínimo de 40 millones de espermatozoides totales
- Movimiento progresivo en al menos el 50% del total, o un mínimo del 25% con movimiento rápido progresivo
- Morfología normal en el 30% o más de los espermatozoides
- Vitalidad en al menos el 75%(4)

## Teratogénesis química
La teratogénesis química es el desarrollo fetal anormal que se manifiesta con malformaciones. Es consecuencia de la exposición de la madre a sustancias químicas durante el periodo gestacional.

### Malformaciones
Existen tóxicos que pueden dar lugar a un aumento de frecuencia de las malformaciones espontáneas, que son las que tienen lugar con una incidencia natural y son características de cada especie. Dependen de factores ambientales y genéticos.  Además los tóxicos también pueden dar lugar a inducción de malformaciones no espontáneas con una distribución bilateral en la mayoría de casos. 

### Retraso del crecimiento fetal
Esta manifestación es tan importante que se considera un parámetro para valorar el potencial teratógeno de un compuesto químico. Generalmente malformaciones y retraso en el crecimiento se dan juntos.

### Letalidad embrionaria
Un tóxico puede dar lugar un aborto espontáneo. Es difícil saber si se produjo porque el tóxico actuó sobre el feto, que podía estar o no malformado, o sobre la madre.

### Alteraciones del comportamiento
Así se denominan a las alteraciones funcionales que afectan a la habilidad motora, a la capacidad de aprendizaje, a la capacidad de emoción… esto puede ocurrir si hay exposición a determinados tóxicos en momentos de elevada susceptibilidad del embrión. La psicoteratologia estudia estas alteraciones. Algunos ejemplos de estos tóxicos son: alcohol, mercurio, plomo o vitamina A.(5)
| Compuestos químicos teratogénicos(3) | Compuestos químicos teratogénicos(3) |
| ------------------------------------ | ------------------------------------ |
| Ácido 13-cis-retinoico               | Humo del tabaco                      |
| Ácido valproico                      | Litio                                |
| Aminopteridina                       | Metimazol                            |
| Bifenilos clorados                   | Óxido de etileno                     |
| Captoprilo                           | Penicilamida                         |
| Ciclofosfamida                       | Plomo                                |
| Cocaína                              | Talidomida                           |
| Colchicina                           | Tetraciclina                         |
| Dietilestilbestrol                   | Trimetadiona                         |
| Difenilhidantoína                    | Vincristina y vinblastina            |
| Etanol                               | Warfarina                            |